# Bambao ya Djou
Bambao ya Djou est une commune de l'union des Comores située dans l'ile de la Grande Comore, dans la préfecture de Moroni-Bambao.

## Commune Bambao ya Djou
- Mkazi
- Mvouni
- Mavingouni